# Jamal al-Hajji
Jamal al-Hajji é um escritor líbio.
Foi preso no dia 1 de fevereiro de 2011 por policiais vestidos à paisana, após ter feito um apelo pela Internet por mais liberdade na Líbia.